# Radi Najdenow (prawnik)
Radi Najdenow Dragnew (bułg. Ради Найденов Драгнев; ur. 5 lipca 1895 we wsi Byrkacz, zm. 14 stycznia 1985 w Sofii) – bułgarski polityk i prawnik, minister sprawiedliwości (1946–1962), deputowany do Zgromadzenia Narodowego.

## Życiorys
W 1912 ukończył gimnazjum w Plewenie. W latach 1915–1918 był słuchaczem Szkoły Oficerów Rezerwy i brał udział w działaniach wojennych. W 1925 ukończył studia prawnicze na Uniwersytecie Sofijskim i podjął praktykę adwokacką. Od 1932 związany z partią BZNS Pładne. Po przejęciu władzy przez komunistów podjął bliską współpracę z nowymi władzami. Od 1946 zasiadał w Zgromadzeniu Narodowym, a przez 16 lat pełnił funkcję ministra sprawiedliwości. W latach 1962–1971 zasiadał w prezydium parlamentu. Był współodpowiedzialny za likwidację niezależnej od komunistów partii chłopskiej, tworzonej przez Nikołę Petkowa, jako minister sprawiedliwości podpisał wyrok śmierci na Petkowa.
Odznaczony Orderem Georgi Dymitrowa. Jego wnuk i imiennik w 2017 był ministrem spraw zagranicznych.